# Samuel Dalembert
Samuel Dalembert (Port-au-Prince, 10 mei 1981) is een voormalig Haïtiaans-Canadees basketbalspeler. Hij speelde tot 2010 op de center-positie voor de Philadelphia 76ers. Hierna ging hij via Sacramento Kings, Houston Rockets, Milwaukee Bucks naar Dallas Mavericks.

## Jeugd
Dalembert is geboren in Port-au-Prince. Op 2-jarige leeftijd verhuisde hij naar Montreal in Canada. Hij speelde basketbal voor de Seton Hall University in New Jersey in de Verenigde Staten. Op 7 augustus 2007 kreeg hij de Canadese nationaliteit.

## Carrière
Als rookie in het seizoen 2001/02 was de center slechts een bankspeler en kwam hij niet verder dan 34 wedstrijden en 1,5 punten en 2,0 rebounds in 5,2 minuten per wedstrijd. Een knieoperatie dwong Dalembert om het hele seizoen 2002/03 niet te spelen. Het seizoen 2004-05 was succesvoller, want hij speelde in alle 82 wedstrijden van zijn ploeg en noteerde een solide 8,0 punten, 7,6 rebounds en 2,3 blocks per wedstrijd.
In beide volgende seizoenen toonde Dalembert geen verbetering in zijn spel en noemden Dalembert overbetaald en lui en ontkenden hem een professionele benadering van het basketbal. Maar in het seizoen 2006/07 startte Dalembert alle 82 competitiewedstrijden en zette hij persoonlijke records neer in scoringsgemiddelde (10,7), rebounds per wedstrijd (8,9), percentage vrije worpen (74,6%), velddoelpercentage (54,1%) en minuten per wedstrijd (30,9). Hij startte ook alle 82 wedstrijden in de seizoenen 2007/08 en 2008/09. Hij had een gemiddelde van 10,5 punten en 10,4 rebounds in 2007/08. In 2008/09 kreeg hij iets minder speeltijd en haalde hij een gemiddelde van 6,4 punten en 8,5 rebounds.
Voor het seizoen 2010/11 werd hij overgeplaatst van de 76ers naar de Sacramento Kings in ruil voor Spencer Hawes en Andrés Nocioni. Hij tekende geen nieuw contract bij de Kings voor het seizoen 2011/12 en werd dus een free agent.
Kort voor het begin van het seizoen 2011/12 werd Dalembert gecontracteerd door de Houston Rockets. Na slechts één seizoen daar, werd hij door Houston geruild naar de Milwaukee Bucks. Bij de Bucks kon Dalembert zich echter niet laten gelden zoals gehoopt, omdat hij herhaaldelijk gedwongen werd pauzes in te lassen wegens blessures.
In 2013/14 verhuisde Dalembert naar de Dallas Mavericks en speelde 80 wedstrijden in zijn enige seizoen bij de Texanen.
Na één jaar in Dallas werd Dalembert voor het seizoen 2014/15 van de Mavericks overgeheveld naar de New York Knicks, samen met drie andere spelers en draft picks. In ruil daarvoor verhuisde onder meer center Tyson Chandler naar Dallas.
Vanaf januari 2015 zat Dalembert tot juli van datzelfde jaar zonder club. Daarna keerde hij voor korte tijd terug naar de Dallas Mavericks, maar die ontsloegen hem drie dagen voor de start van het seizoen en beëindigden zijn contract.
In december 2015 tekende Dalembert een contract bij Shanxi Zhongyu in de Chinese CBA, waar hij speelde tot het einde van het seizoen 2016/17. Zhongyu was zijn laatste stop als een professionele basketballer.

### Nationale ploeg
Samuel Dalembert vroeg in 2007 het Canadese staatsburgerschap aan om zijn droom van deelname aan de Olympische Spelen met de nationale ploeg te verwezenlijken. Op 27 augustus 2007 werd hij eindelijk Canadees staatsburger en kort daarna werd hij opgenomen in de nationale ploeg.
In juli 2008 werd hij echter uit de nationale ploeg gezet wegens disciplinair wangedrag.

## Statistieken

### Regulier seizoen
| Seizoen  | Team               | WG  | WS  | MPW  | 2P%  | 3P%   | FW%  | RPW  | APW | SPW | BPW | PPW  |
| -------- | ------------------ | --- | --- | ---- | ---- | ----- | ---- | ---- | --- | --- | --- | ---- |
| 2001/02  | Philadelphia 76ers | 34  | 0   | 5,2  | 44,0 | –     | 38,9 | 2,0  | 0,1 | 0,2 | 0,4 | 1,5  |
| 2003/04  | Philadelphia 76ers | 82  | 53  | 26,8 | 54,1 | 0,0   | 64,4 | 7,6  | 0,3 | 0,5 | 2,3 | 8,0  |
| 2004/05  | Philadelphia 76ers | 72  | 60  | 24,8 | 52,4 | –     | 60,1 | 7,5  | 0,5 | 0,6 | 1,7 | 8,2  |
| 2005/06  | Philadelphia 76ers | 66  | 52  | 26,7 | 53,1 | 0,0   | 70,5 | 8,2  | 0,4 | 0,5 | 2,4 | 7,3  |
| 2006/07  | Philadelphia 76ers | 82  | 82  | 30,9 | 54,1 | 0,0   | 74,6 | 8,9  | 0,8 | 0,6 | 1,9 | 10,7 |
| 2007/08  | Philadelphia 76ers | 82  | 82  | 33,2 | 51,3 | 0,0   | 70,7 | 10,4 | 0,5 | 0,5 | 2,3 | 10,5 |
| 2008/09  | Philadelphia 76ers | 82  | 82  | 24,8 | 49,8 | 0,0   | 73,4 | 8,5  | 0,2 | 0,4 | 1,8 | 6,4  |
| 2009/10  | Philadelphia 76ers | 82  | 80  | 25,9 | 54,5 | –     | 72,9 | 9,6  | 0,8 | 0,5 | 1,8 | 8,1  |
| 2010/11  | Sacramento Kings   | 80  | 46  | 24,2 | 47,3 | 0,0   | 73,0 | 8,2  | 0,8 | 0,5 | 1,5 | 8,1  |
| 2011/12  | Houston Rockets    | 65  | 45  | 22,2 | 50,6 | 0,0   | 79,6 | 7,0  | 0,5 | 0,6 | 1,7 | 7,5  |
| 2012/13  | Milwaukee Bucks    | 47  | 23  | 16,3 | 54,2 | 100,0 | 69,1 | 5,9  | 0,4 | 0,4 | 1,1 | 6,7  |
| 2013/14  | Dallas Mavericks   | 80  | 68  | 20,2 | 56,8 | 0,0   | 73,7 | 6,8  | 0,5 | 0,5 | 1,2 | 6,6  |
| 2014/15  | New York Knicks    | 32  | 21  | 17,0 | 43,8 | –     | 70,0 | 5,3  | 0,9 | 0,4 | 1,3 | 4,0  |
| Carrière | Carrière           | 886 | 694 | 24,4 | 52,1 | 8,3   | 70,6 | 7,8  | 0,5 | 0,5 | 1,7 | 7,7  |

### Play-offs
| Seizoen  | Team               | WG | WS | MPW  | 2P%  | 3P% | FW%  | RPW  | APW | SPW | BPW | PPW  |
| -------- | ------------------ | -- | -- | ---- | ---- | --- | ---- | ---- | --- | --- | --- | ---- |
| 2004/05  | Philadelphia 76ers | 5  | 5  | 38,4 | 55,3 | –   | 40,0 | 12,8 | 0,4 | 0,4 | 1,4 | 11,6 |
| 2007/08  | Philadelphia 76ers | 6  | 6  | 32,2 | 42,2 | –   | 84,2 | 9,5  | 0,5 | 0,3 | 1,7 | 9,0  |
| 2008/09  | Philadelphia 76ers | 6  | 6  | 22,2 | 61,5 | –   | 75,0 | 7,8  | 0,5 | 0,3 | 1,5 | 5,8  |
| 2012/13  | Milwaukee Bucks    | 1  | 0  | 9,0  | 0,0  | –   | 25,0 | 3,0  | 0,0 | 1,0 | 0,0 | 1,0  |
| 2013/14  | Dallas Mavericks   | 7  | 7  | 19,3 | 45,8 | –   | 66,7 | 8,4  | 0,0 | 0,3 | 1,4 | 4,6  |
| Carrière | Carrière           | 25 | 24 | 26,5 | 50,3 | –   | 63,2 | 9,2  | 0,3 | 0,4 | 1,4 | 7,2  |